# مامور ماشینی (فیلم ۱۹۹۴)
مأمور ماشینی (به انگلیسی: CyberTracker) یک فیلم اکشن و علمی تخیلی آمریکایی محصول سال ۱۹۹۴ میلادی به کارگردانی ریچارد پپین است. بازیگران اصلی این فیلم دون ویلسون، ریچارد نورتون، استی بی فاستر، استیو برتون، ابی دالتون و جیم مانیاسی می‌باشند.

## بازیگران
- دون ویلسون در نقش اریک
- ریچارد نورتون در نقش راس
- استیسی فاستر در نقش کنی
- جوزف راسکین در نقش دور
- جان آپره در نقش سناتور دیلی
- ابی دالتون در نقش رئیس اولسون
- استیو برتون در نقش جرید
- دیوید برناتان در نقش مارکوس
- ادوارد بلانچارد در نقش گیل
- لیزا لاروسا
- کریستینا زیلبر در نقش کریستینا نایفی
- دویچه دیل در نقش بکه
- جی. ویلیام کیت در نقش مدیر
- پیتر کلوز در نقش خبرنگار
- دانا اسپارک در نقش استفانی
- کوین کار در نقش کوولی
- جوئل وایس در نقش گرووب

## داستان
اریک (دون ویلسون) مأموری مخفی است که در حال حاضر به عنوان محافظ امنیتی سناتور دیلی (Dilly) مشغول به کار است. سناتور مدافع اصلی گونه جدیدی از مأمورین پلیس است با نام ترکر (Tracker) ربات‌هایی بی عیب و نقص و قدرتمند.

## دنباله فیلم
قسمت دوم فیلم یک سال بعد (۱۹۹۵) با عنوان مامور ماشینی۲ به صورت فیلم ویدئویی منتشر شد.